# Біогоризонти
Біогоризонти (Бяллович, 1960) - функціональні підрозділи шарів в біоценозах, або ценоекосистемах. Окремим біогоризонтом може бути полог або його частини (наприклад, біогоризонт генеративних органів в пирійному біоценозі, або верхній, найбільш фотосинтетично активний, горизонт листового пологу в березовому лісі). До біогоризонтів можна відносити деякі генетичні горизонти ґрунтів, наприклад, гумусовий (порівн. ґрунтові горизонти). До них можуть також відноситися підрозділи бітопов (які застосовуються ентомологами) на ''геобій'' (місце проживання дрібних тварин нижче поверхні ґрунту), ''герпетобій'' (на її поверхні) і ''фітобій'' (на зелених рослинах: Догель, 1924). Порівн. Ніша.